# Amomum tuberculatum
Amomum tuberculatum är en enhjärtbladig växtart som beskrevs av Ding Fang. Amomum tuberculatum ingår i släktet Amomum och familjen Zingiberaceae. Inga underarter finns listade i Catalogue of Life.